# نصف‌النهار ۴۸ درجه شرقی
نصف‌النهار ۴۸ درجه شرقی ۴۸مین نصف‌النهار شرقی از گرینویچ است که از لحاظ زمانی ۳ساعت و ۱۲دقیقه با گرینویچ اختلاف زمانی دارد.
این نصف‌النهار از قطب شمال شروع و از مناطق زیر گذشته و به قطب جنوب ختم می‌شود.
- قاره آفریقا
- روسیه
- اقیانوس هند
- ایران